# Laura Rodríguez Cuadrado
Laura Rodríguez (Salamanca, España, 25 de septiembre de 2001) es una futbolista española. Juega como delantera en el Villarreal de la Segunda División de España. 

## Trayectoria

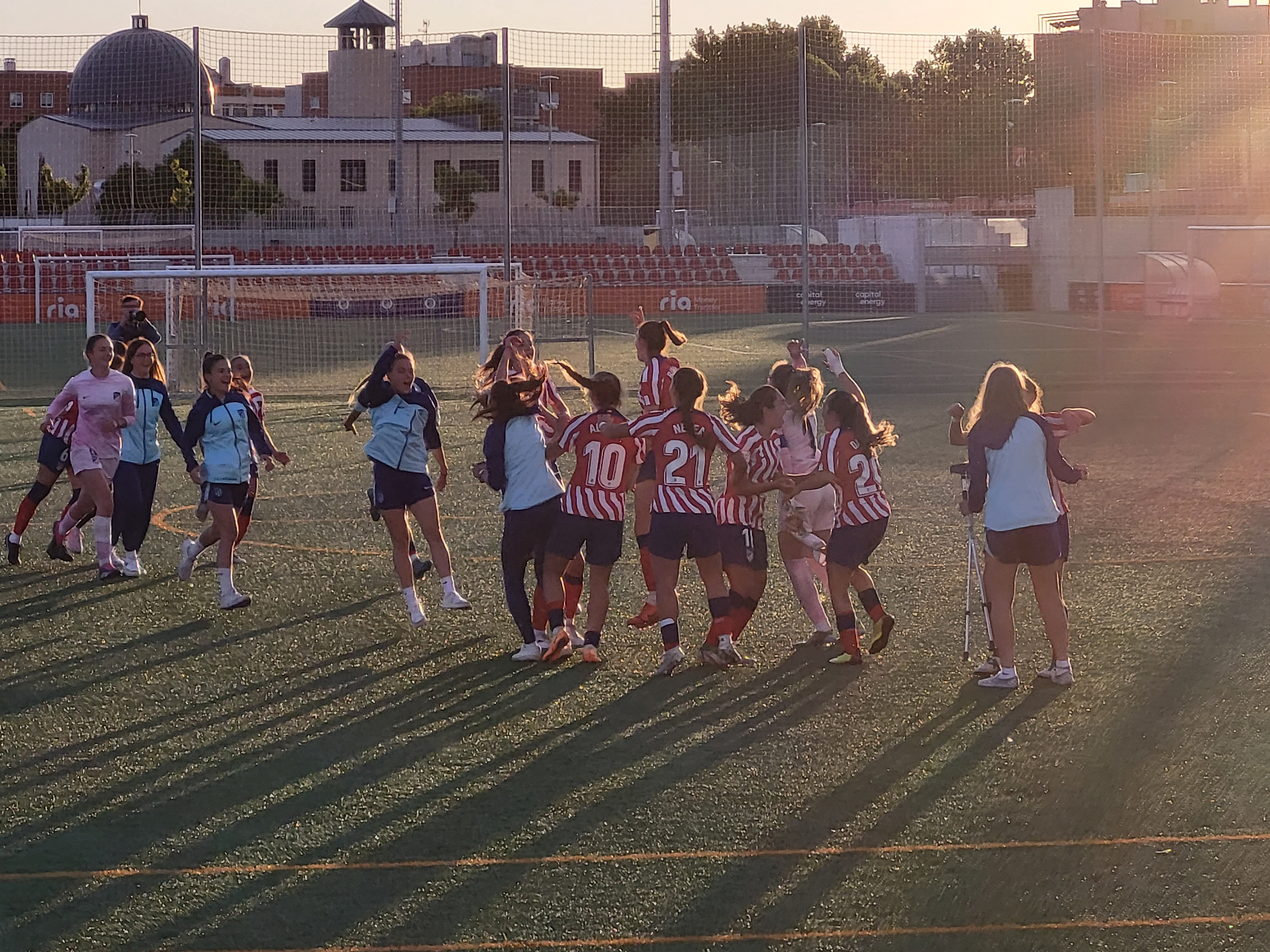
Laura y sus compañeras del Atlético de Madrid B celebran el ascenso a Primera Federación en mayo de 2023

Empezó su carrera en el Colegio Divino Maestro Salamanca  y luego en el C. D. Salamanca Fútbol Femenino, al que llegó a los 10 años. Durante su etapa en Salamanca jugó en diversas categorías de la selección de Castilla y León. En la temporada 2020-21 fue la segunda máxima goleadora de su grupo en la categoría Primera Nacional con 12 tantos, ayudando al equipo a evitar el descenso.
En 2021 fichó por el Atlético de Madrid B. El 18 de diciembre de 2021 debutó con el primer equipo con victoria por 6-1 en partido de liga ante el Betis al sustituir a Leicy Santos en la segunda mitad.
En la temporada 2022-23 continuó jugando en el filial rojiblanco, habiendo sido convocada con el primer equipo tanto en partidos de la Liga F (primera división femenina) como en varios amistosos, incluida la Brasil Ladies Cup. Aunque en la mayor parte de su carrera deportiva ha jugado como delantera, por ambas bandas, en la actualidad juega principalmente como media punta, siendo una distribuidora clave del juego de su equipo. El Atlético B empezó muy irregular la liga pero en la segunda vuelta remontó encadenando 12 victorias consecutivas y fueron campeonas de su liga, logrando el 13 de mayo de 2023 el ascenso a Primera Federación.
El 27 de mayo de 2023 se proclamó, con el primer equipo del Atlético de Madrid, Campeona de la Copa de la Reina de fútbol.
En la temporada 2023-24 siguió siendo titular en el Atlético de Madrid B, y contribuyó a la permanencia del filial rojiblanco en la Segunda División. Al finalizar la competición fichó por el Villarreal, recién descendido de Primera División, y acompañando a Virgy García, entrenadora que también llegó al submarino amarillo desde el Atlético B.

## Estadísticas

### Clubes
Actualizado al último partido jugado el 27 de abril de 2024.
| Club | Div.          | Temporada     | Liga  | Liga  | Liga   | Copas nacionales(1) | Copas nacionales(1) | Copas nacionales(1) | Copas internacionales(2) | Copas internacionales(2) | Copas internacionales(2) | Total | Total | Total  | Media goleadora(3) |
| Club | Div.          | Temporada     | Part. | Goles | Asist. | Part.               | Goles               | Asist.              | Part.                    | Goles                    | Asist.                   | Part. | Goles | Asist. | Media goleadora(3) |
| --- | ------------- | ------------- | ----- | ----- | ------ | ------------------- | ------------------- | ------------------- | ------------------------ | ------------------------ | ------------------------ | ----- | ----- | ------ | ------------------ |
| Atlético de Madrid B · España |               |               |       |       |        |                     |                     |                     |                          |                          |                          |       |       |        |                    |
| 2.ª | 2021-22       | 10            | 2     |       | -      | -                   | -                   | -                   | -                        | -                        | 10                       | 2     |       | 0.20   |                    |
| 2.ª RFEF | 2022-23       | 28            | 7     |       | -      | -                   | -                   | -                   | -                        | -                        | 28                       | 7     |       | 0.25   |                    |
| 2.ª | 2023-24       | 25            | 2     |       | -      | -                   | -                   | -                   | -                        | -                        | 25                       | 2     |       | 0.08   |                    |
| Total club | Total club    | 63            | 11    |       |        |                     |                     |                     |                          |                          | 63                       | 11    |       | 0.17   |                    |
| Atlético de Madrid · España |               |               |       |       |        |                     |                     |                     |                          |                          |                          |       |       |        |                    |
| 1.ª | 2021-22       | 1             | 0     | 0     | -      | -                   | -                   | -                   | -                        | -                        | 1                        | 0     | 0     | 0      |                    |
| Total club | Total club    | 1             | 0     | 0     |        |                     |                     |                     |                          |                          | 1                        | 0     | 0     | 0      |                    |
| Total carrera | Total carrera | Total carrera | 64    | 11    |        | 0                   | 0                   | 0                   | 0                        | 0                        | 0                        | 64    | 11    | 0      | 0.17               |
| (1) Incluye datos de Copa de la Reina y la Supercopa. (2) Incluye datos de Liga de Campeones Femenina de la UEFA . (3) No incluye goles en partidos amistosos. |               |               |       |       |        |                     |                     |                     |                          |                          |                          |       |       |        |                    |